# Magellan-telescopen

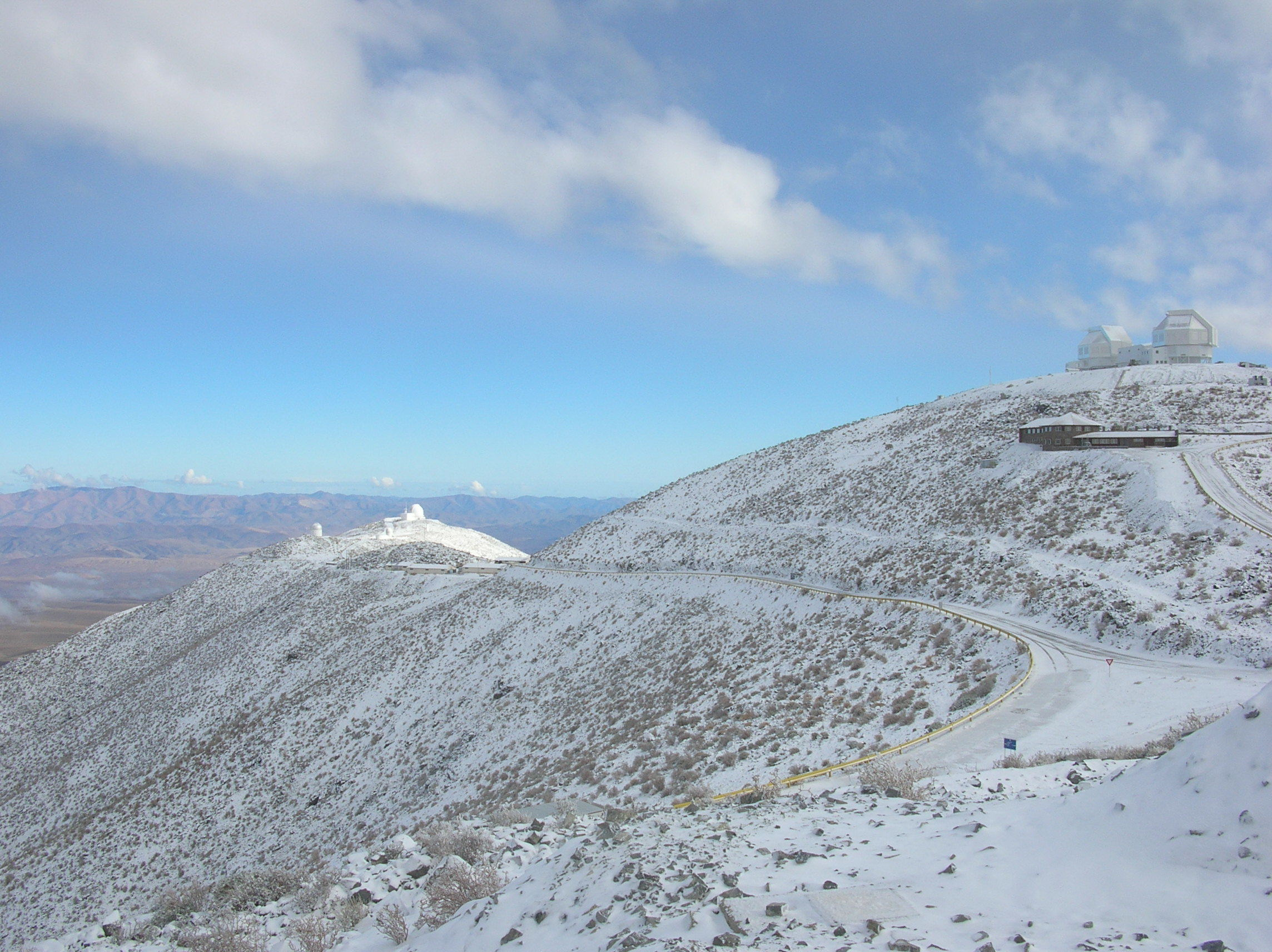
Het Las Campanas-observatorium in de sneeuw, met rechts de Magellan-telescopen

De Magellan-telescopen zijn twee optische telescopen op het Las Campanas-observatorium in de buurt van La Serena in Chili. Zij hebben ieder een spiegeldiameter van 6,5 m. Samen zijn zij genoemd naar de Portugese ontdekkingsreiziger Ferdinand Magellaan. Daarnaast is de Magellan-1 genoemd naar de Duitse astronoom Walter Baade en de Magellan-2 naar de filantroop Landon Clay.

## Constructie
In tegenstelling tot andere telescopen van vergelijkbare grootte zijn de Magellan-telescopen niet als Cassegraintelescoop uitgevoerd, maar als Gregoriaanse telescoop. De primaire spiegel is gemaakt van boriumsilicaatglas en heeft de vorm van een omwentelingsparaboloïde met een openingsverhouding van 1:1,25. De secundaire spiegel heeft een diameter van bijna 1,8 m. Gezamenlijk hebben zij een openingsverhouding van 1:11 voor het Cassegrainbrandpunt en 1:15 voor de twee Nasmythbrandpunten. De telescoop beschikt over actieve optiek en over een systeem om atmosferische storingen te compenseren, dat ook gebruikt kan worden om de beeldhoek van 6' te vergroten tot 24'. De telescopen hebben een alt-azimutale montering.
De Baadetelescoop ontving het eerste licht op 15 september 2000, en de Claytelescoop op 7 september 2002.
De telescopen zijn gebouwd door en worden beheerd door het Carnegie Institution for Science, de Universiteit van Arizona, de Harvard-universiteit, de Universiteit van Michigan en het Massachusetts Institute of Technology.

## Instrumenten
Voor de Baade-telescoop (Magelan-1) zijn de volgende instrumenten beschikbaar:
- PANIC, Persson’s Auxiliary Nasmyth Infrared Camera, een infraroodcamera;
- IMACS, Inamori Magellan Areal Camera and Spectrograph, een breedbeeldcamera en spectrometer voor meerdere objecten.

De Clay-telescoop (Magellan-2) beschikt over een reeks beeldvormende en spectrografische instrumenten:
- MagIC, Magellan Instant Camera, een rechtstreekse CCD-beeldsensor;
- LDSS3, Low Dispersion Survey Spectrograph, een efficiënte breedbeeld-meerspleets-spectrograaf;
- MIKE, Magellan Inamori Kyocera Echelle, een verliesarme dubbele-échellespectrograaf;
- MIKE Fibers, Glasvezelkoppeling voor MIKE voor het waarnemen van meerdere objecten.